# Silver Creek
Silver Creek é uma cidade do distrito de Toledo, Belize. No último censo realizado em 2000, sua população era de 1.326 habitantes. Em meados de 2005, a população estimada da cidade era de 1.600 habitantes.